# Shingo Mimura
Shingo Mimura (三村申吾, Mimura Shingo) és un polític japonés i actual governador de la prefectura d'Aomori des del 29 de juny de 2003. En el passat també va exercir com a alcalde de la seua vila natal de Momoishi (integrada en Oirase des de 2006) des de l'any 1992 fins a 1996 i com a membre de la Cambra de Representants del Japó del 2000 al 2003. Son pare, Terufumi Mimura, fou membre de l'Assemblea Prefectural d'Aomori fins a l'any 2011, quan el seu fill ja era governador. La seua dona, Michiyo Mimura, és membre de la Facultat de Lletres de la Universitat de Tòquio i professora associada en un institut de batxillerat de Hachinohe, sent especialista en literatura clàssica japonesa.

## Biografia
Mimura va nàixer el 16 d'abril de 1956 a la vila de Momoishi (actual Oirase), al districte de Kami-Kita, a la prefectura d'Aomori. Després de cursar els estudis d'educació secundària a Hachinohe, va ingressar a la Facultat de Lletres de la Universitat de Tòquio. A la universitat va estudiar amb Hideya Sugio, qui posteriorment seria membre de la Cambra de Consellers del Japó pel Partit Democràtic Constitucional (PDC). Després de graduar-se va començar a treballar per a l'editorial Shinchōsha. Dins del món editorial va treballar amb escriptors com ara Hiroshi Hatayama, Kenjō Tsunabuchi, Hitomi Yamaguchi i Kei Nakazawa. L'any 1987 tornà a la seua localitat natal per a ocupar-se de l'empresa familiar, Indústries Mimura (三村興業社, Mimura Kōgyō Sha), l'any 1990.
L'any 1992 es presentà per primera vegada a les eleccions a l'alcaldia de Momoishi, la seua localitat natal, amb el suport de Masami Tanabu, aleshores membre de la Cambra de Representants del Japó per la circumscripció electoral on es trobava Momoishi. L'any 1996 va renunciar a l'alcaldia i, amb l'ajuda de Tanabu, es presentà com a candidat per altra circumscripció d'Aomori a les eleccions generals de 1996 pel Partit del Nou Progrés (PNP), però va pèrdre contra el candidat del Partit Liberal Democràtic (PLD), Akinori Eto, per un estret marge de 765 vots. Posteriorment, amb la dissolució del PNP, Mimura es va unir al Grup dels Independents del qual formava part Tanabu. Va concòrrer a les eleccions generals de 2000 per la mateixa circumscripció i sota el Grup dels Independents, derrotant al seu antic vencedor, Eto del PLD. L'any 2001, tot i formar part de l'oposició, va votar a favor de la investidura de Junichirō Koizumi, del PLD, esbiaixant-se clarament cap a aquest partit. A més d'això, el seu grup parlamentari va formar un altre més gran amb el Partit Democràctic (PD), però tant Mimura com un altre company de grup anomenat Hiroshi Nakada van votar a la investidura per Koizumi en lloc de per Yukio Hatoyama, el candidat demòcrata. Per això, l'aleshores cap del partit Naoto Kan els expulsà del grup parlamentari, romanent els dos com a diputats no adscrits per la resta de la legislatura.
El juny de 2003, Mimura va deixar el seu escó a la Cambra de Representants. Es presentà com a candidat a governador d'Aomori després de la renúncia del fins aleshores governador Morio Kimura amb el suport del PLD, Kōmeitō i el Nou Partit Conservador, sent elegit i derrotant al professor universitari Hokuto Yokoyama, qui més tard seria membre de la Cambra de Representants. L'any 2007, tot i ser reelegit governador d'Aomori, la participació va caure a mínims històrics del 38,45 percent dels vots. A les eleccions a governador de 2011, Takashi Yamauchi, ex-membre de l'Assemblea Prefectural d'Aomori i candidat recomanat pel PD i el Nou Partit Popular, al govern nacional aleshores, no va dubtar a criticar obertament la política de Mimura en matèria nuclear i de prevenció de catàstrofes, però tot i això Mimura tornà a ser reelegit per tercera vegada i amb un àmpli marge amb el suport tradicional del PLD i el Kōmeitō, tot i que el percentatge de vot, del 41,52 fou el segon més baix de la història. A les eleccions a governador de 2015 va derrotar el candidat del Partit Socialdemòcrata (PSD) i el Partit Comunista del Japó (PCJ) per un àmpli marge, esdevenint així el primer governador d'Aomori a la història en ser reelegit quatre vegades. L'any 2019, va ser reelegit per cinquena vegada governador d'Aomori després de vèncer a la dentista Wakako Sahara, convertint-se així en el governador més llongeu de la història d'Aomori.